# Edwin Muir
Edwin Muir (* 15. Mai 1887 in Deerness, Orkney; † 3. Januar 1959 in Swaffham Prior) war ein schottischer Schriftsteller, Dichter und Übersetzer.

## Leben
Im Jahr 1901 verlor Muirs Vater seine Farm auf den Orkney-Inseln, daher übersiedelte die Familie nach Glasgow. 1919 heiratete er Willa Anderson und die beiden zogen nach London. Gemeinsam übersetzten sie später Werke von Franz Kafka, Lion Feuchtwanger und Hermann Broch ins Englische.

## Werke
- 1918 We Moderns: Enigmas and Guesses
- 1925 First Poems
- 1931 The Three Brothers
- 1935 Scottish Journey
- 1936 Scott and Scotland: The Predicament of the Scottish Writer
- 1940 The Story and the Fable: An Autobiography
- 1943 The Narrow Place
- 1946 The Scots and their Country
- 1954 An Autobiography
- 1956 One Foot in Eden